# PMQ (Hong Kong)
PMQ (initiales de son ancien nom Police Married Quarters, « Quartiers familiaux de la police »), est un site historique de Hong Kong, aujourd'hui reconverti en lieu à usage mixte (en) pour les arts et le design. Il est situé entre Aberdeen Street (en), Staunton Street (en), Hollywood Road (zh), et Shing Wong Street.
Le site occupe ce qui est à l'origine le terrain du Queen's College (en), qui y a construit une école en 1889. Après les dommages causés par la guerre, le site est réaménagé en quartiers pour les jeunes policiers mariés. Le complexe est répertorié comme un bâtiment historique de rang III depuis 2010. En 2014, après près de 15 ans de désuétude, le bâtiment est rebaptisé « PMQ » et ouvert au public. Les unités résidentielles sont transformées en studios, magasins et bureaux pour les entreprises créatives et espaces d'exposition.

## Histoire
L'école du gouvernement central est construite sur Gough Street (en) en 1862. Première école primaire et secondaire gouvernementale de Hong Kong, elle dispense une éducation occidentale au public. En 1889, en raison du nombre croissant d'étudiants, l'école doit déménager dans un nouveau campus sur Hollywood Road (zh). Plus tard, l'école est rebaptisée « Victoria College », puis Queen's College (en) en 1894. À cette époque, l'école est l'un des bâtiments les plus grands et les plus chers de Hong Kong. De nombreux dirigeants et talents locaux sont formés dans cette établissement, notamment le père de la Chine moderne, le dr. Sun Yat-sen et des magnats des affaires tels que Robert Hotung. Ils sont tous des élites à l'époque et contribuent beaucoup au développement de Hong Kong et de la Chine. Cependant, pendant l'occupation japonaise en 1941, le bâtiment est détruit. En 1948, les restes du bâtiment sont démolis. En 1951, afin d'augmenter le recrutement de la police en réponse à l'afflux d'immigrants chinois après la guerre civile chinoise, PMQ fourni 140 unités de chambres simples et 28 unités de chambres doubles pour les officiers de base servant au commissariat de police de Central voisin. Les anciens chefs de l'exécutif Leung Chun-ying et Donald Tsang y ont tous deux vécu. En 2000, le bâtiment est vidé. En 2009, le projet « Conserving Central » mentionne dans le discours politique que huit sites patrimoniaux de Cental, dont PMQ, doivent être rénovés. Enfin, en avril 2014, PMQ commence à fonctionner comme un centre de création.

## Caractéristiques
La superficie d'origine du site de PMQ est d'environ 6 000 m2. Cependant, après la revitalisation, la superficie totale passe à 18 000 m2. Parce que l'emplacement est proche des galeries et des boutiques de Sheung Wan, Central et Hollywood Road, il réussit à attirer environ 100 galeries de design, magasins, librairies et bureaux pour y démarrer leur entreprise. De plus, il y a quinze unités « pop-up » pour les expositions et les points de vente de design. Une cour centrale de 1 000 m2 est présente pour des événements et des expositions. La Panda-mania y a lieu en 2014, avec 1 600 pandas en papier placés pour sensibiliser à la protection de l'animal en voie de disparition. Afin de promouvoir le cadre historique de PMQ, un tunnel permet aux visiteurs de traverser la fondation de l'ancien Victoria College.

## Politique de conservation
Entre 2005 et 2007, le bureau des antiquités et monuments mène une enquête sur les vestiges historiques de PMQ. Il retrouve les restes de l'école centrale, comme les puits et plinthes en granit des murs d'enceinte et des murs de soutènement, les pierres d'angle et les marches. Il classe PMQ comme bâtiment historique de rang III en 2010. En 2008, le gouvernement avait entrepris de sonder le public entre février et mai pour recueillir des opinions pour l'utilisation future de PMQ. En réponse à cette enquête, le gouvernement suggère de revitaliser le caractère unique de PMQ afin de promouvoir les industries créatives, de conserver le patrimoine et de fournir un espace public. La revitalisation de PMQ repose sur six principes :
- Conserver les vestiges historiques.
- Mettre l'accent sur la valeur culturelle et historique et l'ambiance d'origine.
- Lui donner un nouveau souffle en rassemblant les industries créatives pour en faire un repère pour les résidents locaux et les visiteurs.
- Contribuer à la planification globale le long de Hollywood Road et de ses environs avec les méthodes de conservation du patrimoine « spot, ligne et zone » proposées.
- Répondre aux préoccupations de la communauté pour la densité d'aménagement et la hauteur des bâtiments.
- Répondre aux attentes de la communauté pour avoir plus d'espace public.

## Architecture
PMQ se compose de deux blocs des anciens quartiers familiaux de la police, nommés Stauton et Hollywood, et de l'ancien club-house des cadets de la police de Central. Les deux bâtiments de six étages sont aujourd'hui reconvertis en boutiques et galeries. L'ancien club-house est reconverti en restaurant avec ses conceptions originales intactes. Un autre bloc nommé « CUBE » est ajouté comme lien entre les deux blocs. Une de ses particularités est son jardin sur le toit appelé « PLATEAU » au quatrième étage.
Des conceptions architecturales modernes sont appliquées sur PMQ. Une de ses caractéristiques remarquables est le plafond de verre qui est anti-UV tout en laissant entrer la lumière naturelle à l'intérieur du bâtiment.
En tant que bâtiment historique de rang III, une grande partie des vestiges du site original se trouve encore dans PMQ. Par exemple, l'entrée principale des quartiers. Les marches en granit et le mur de soutènement en moellons, à l'entrée de Staunton Street, proviennent de l'école centrale. Les clients peuvent participer à la visite guidée de la zone d'interprétation souterraine ou à la visite guidée d'interprétation du patrimoine, pour obtenir plus d'informations sur l'histoire de PMQ et en savoir plus sur les valeurs historiques et architecturales ou les vestiges. Les deux visites sont gratuites.

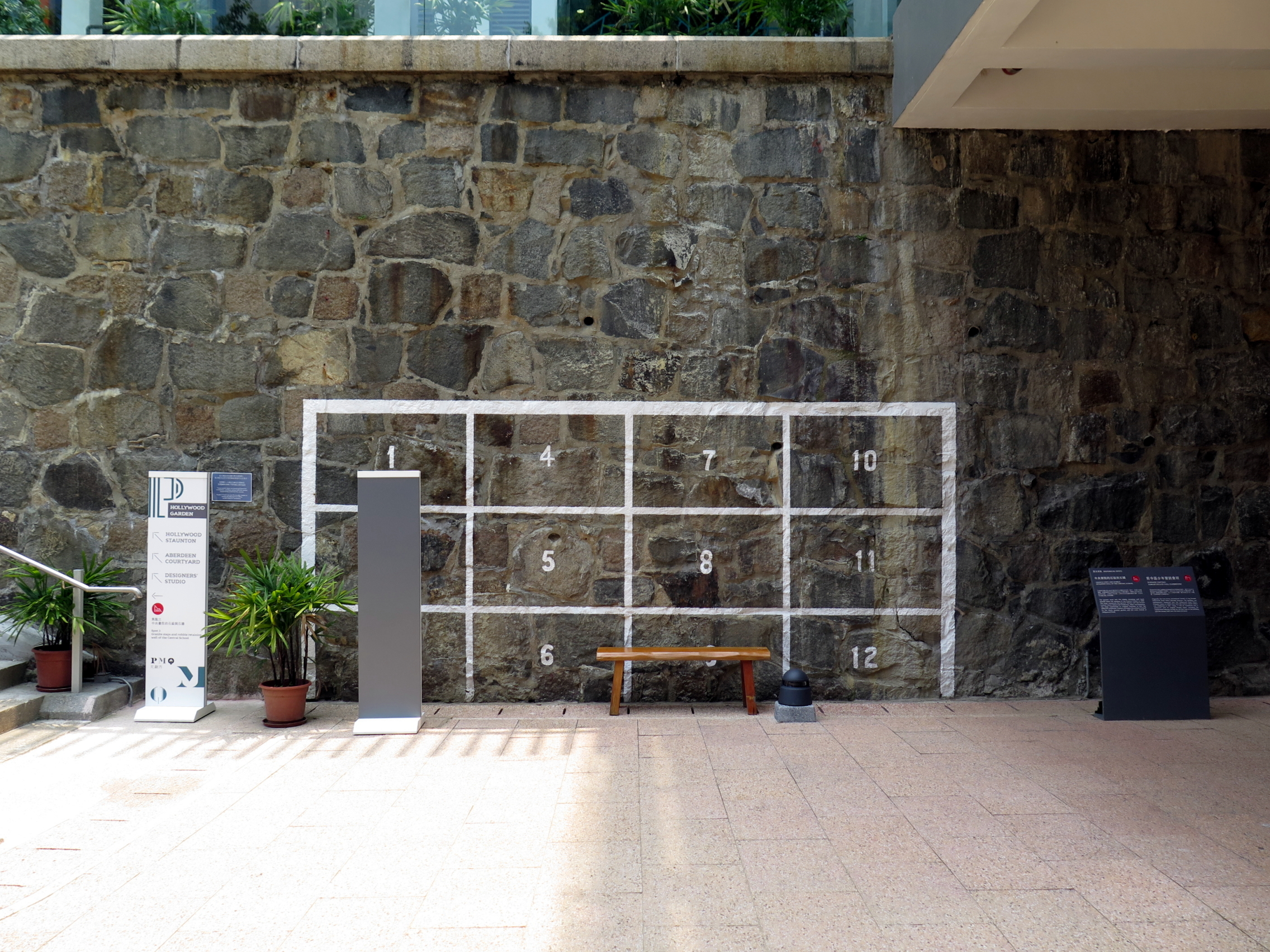
Marches de granit et mur de soutènement en moellons.
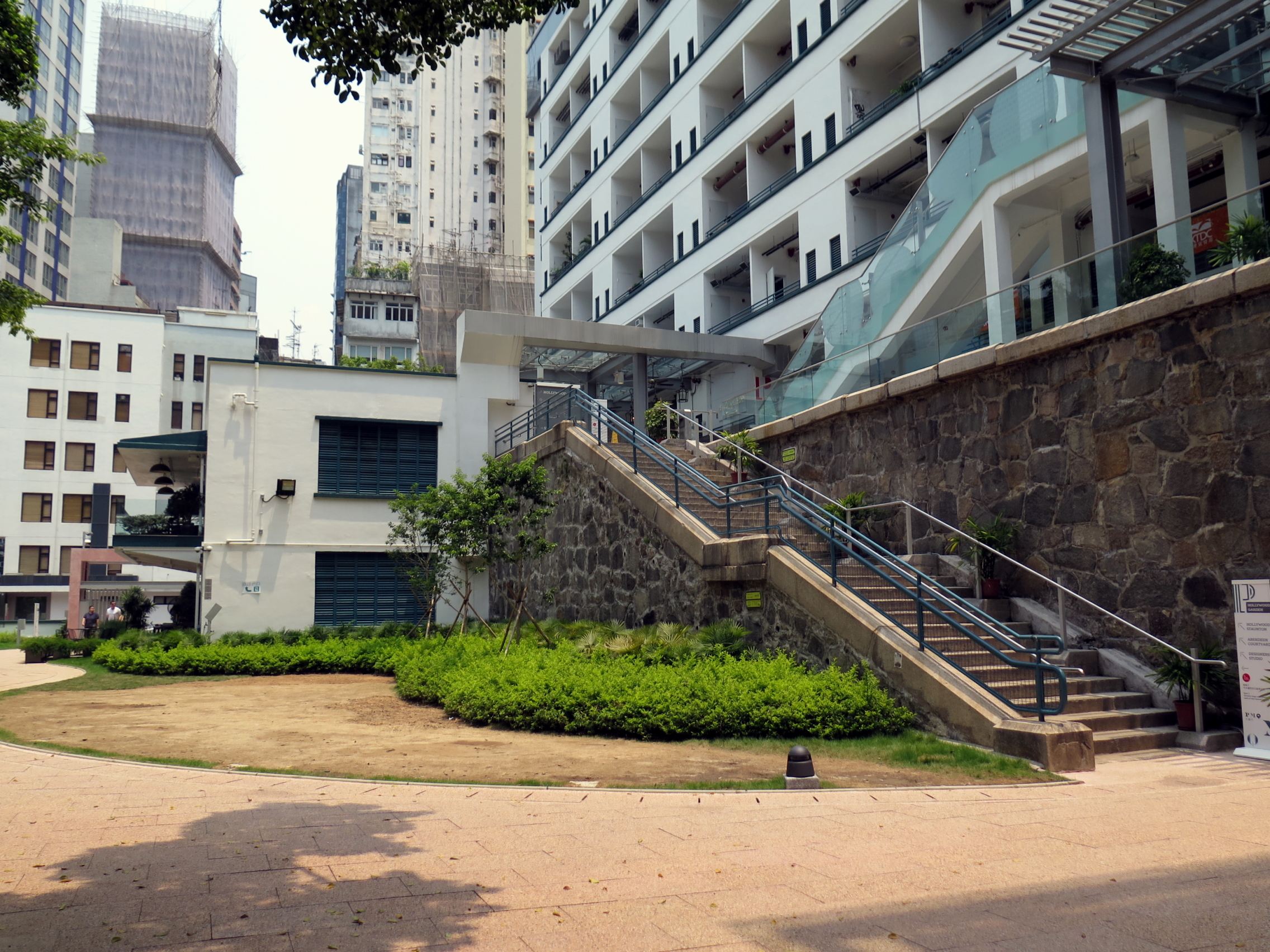
Marches en granit de l'école centrale.
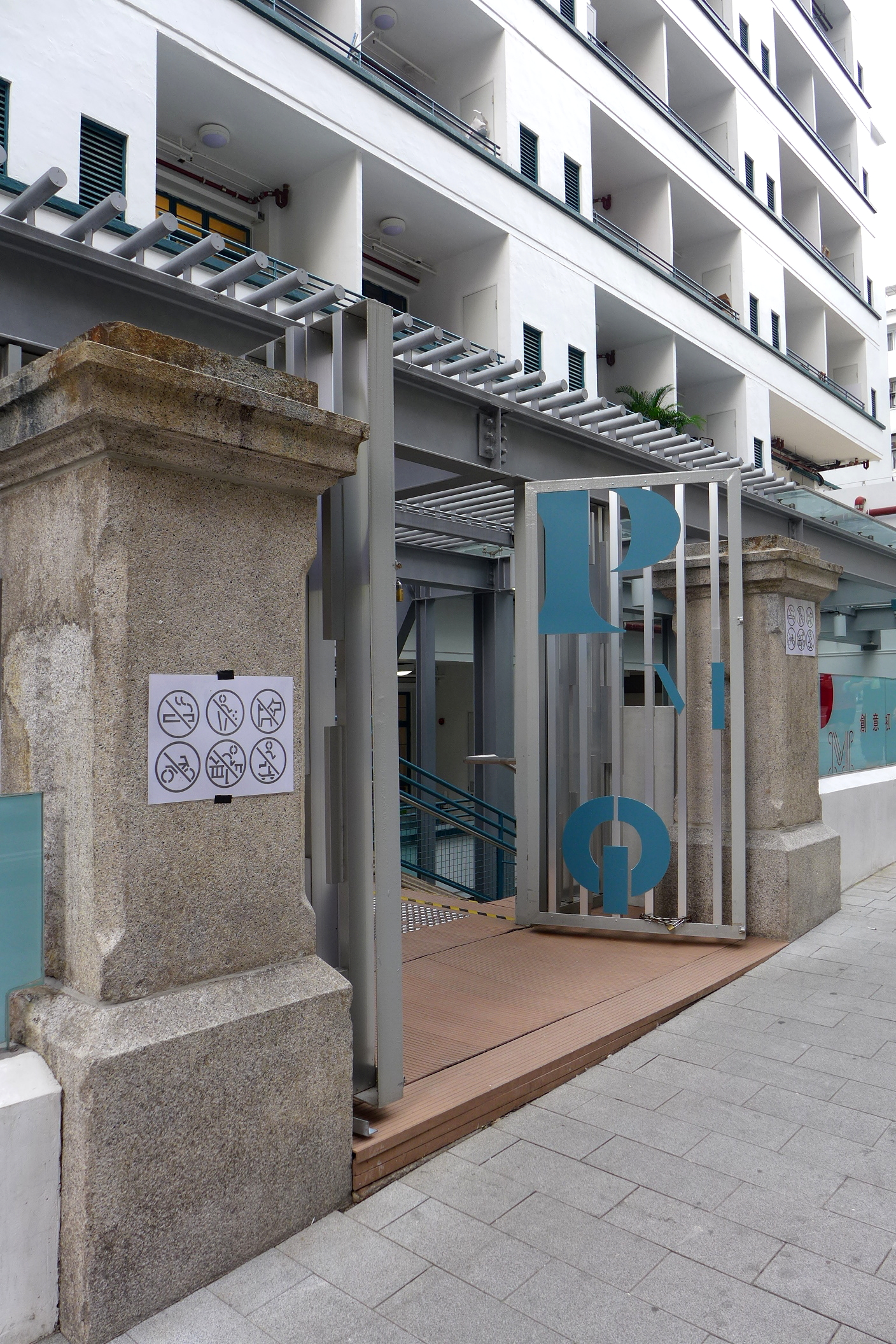
Entrée de l'ancienne école centrale.
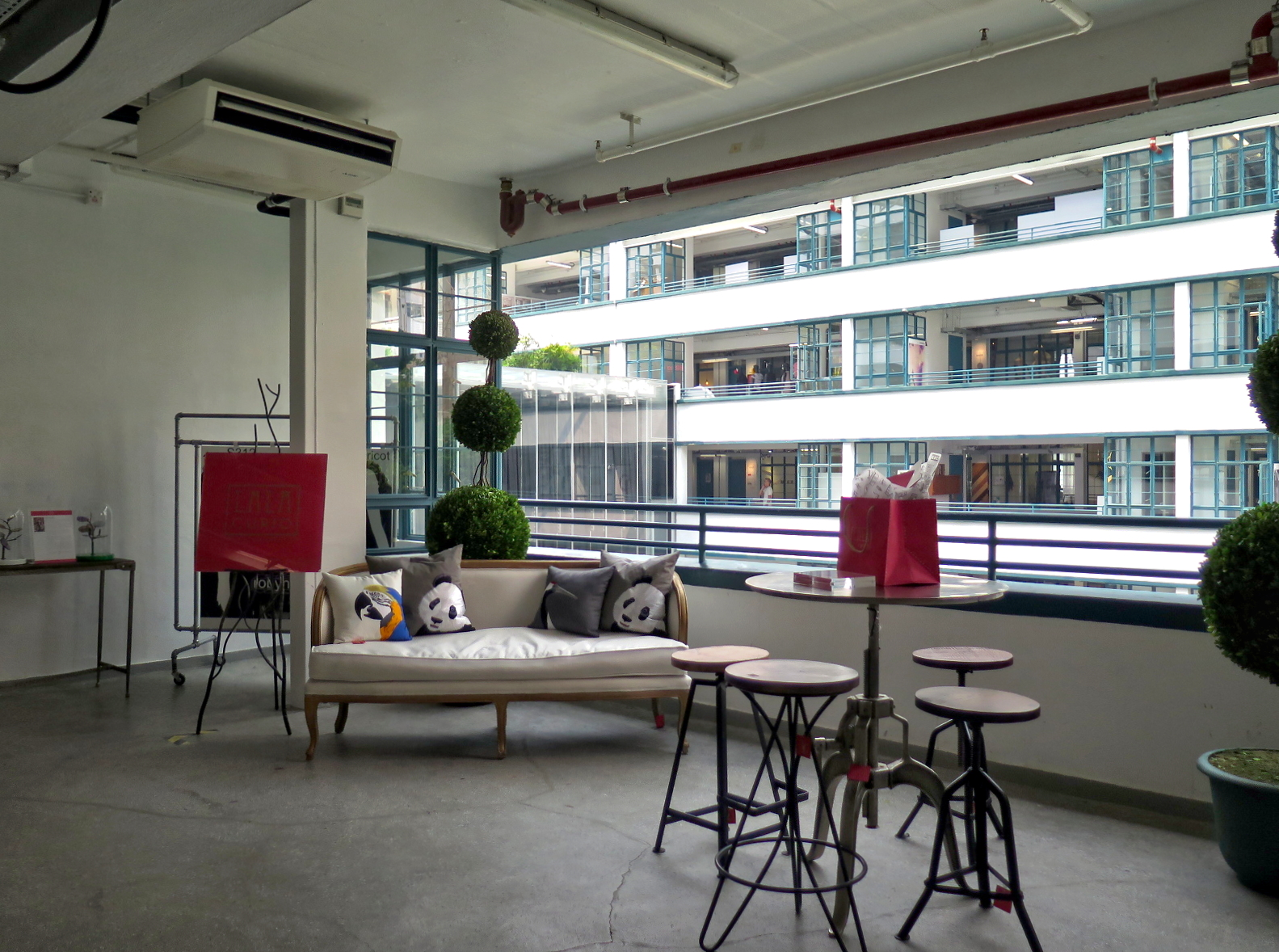
Exposition d'une boutique de PMQ.
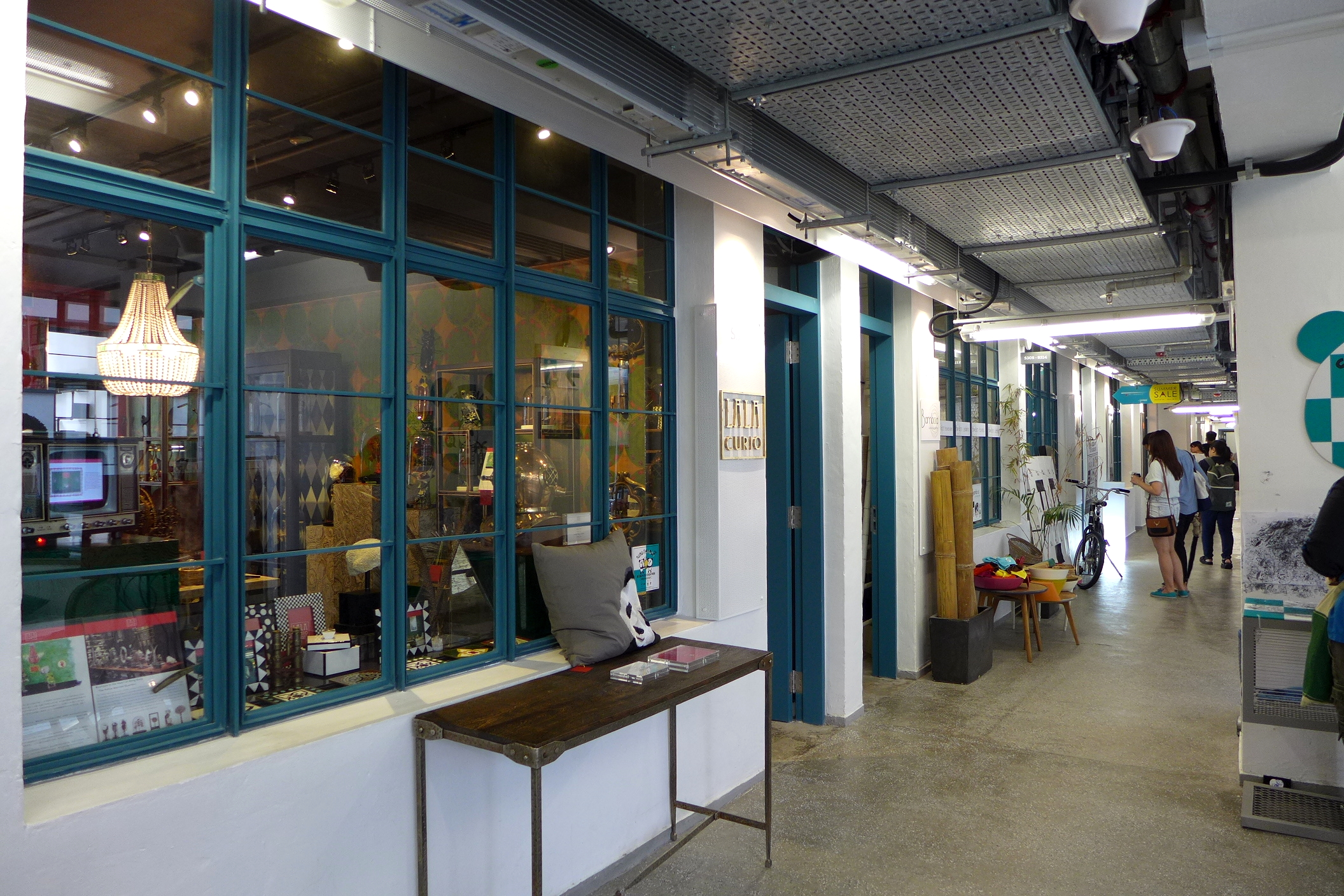
Commerces dans PMQ.

## Événements spéciaux
PMQ organise de nombreux programmes et événements chaque mois. Tous sont liés aux arts comme les galeries, les expositions, les performances musicales et les conférences sur le design. Ils sont tous gratuits et tout public. Des ateliers sont organisés pour encourager les visiteurs à vivre une expérience pratique des arts. PMQ invite des artistes du monde entier à exposer leur travail.
L'un des événements spéciaux est le marché de nuit qui a lieu une fois par mois. Il peut être divisé en trois parties : spectacle de groupe en direct, conception de produits et stand de nourriture. De nombreux designers locaux y participent. Des stands sont installés au rez-de-chaussée pour promouvoir leurs produits design. Un spectacle de groupe en direct est organisé, vous pouvez voir les performances des enfants et de certains chanteurs locaux. Il existe également des stands vendant de la nourriture instantanée qui accueillent des invités du monde entier.
Certaines expositions internationales ont également lieu à PMQ. Auparavant, il y avait une exposition internationale intitulée « 1600 pandas » organisée par le WWF. Afin de sensibiliser les gens à la protection de l'environnement, l'exposition présente 1600 pandas en papier. Cela montre que PMQ devient l'un des principaux centres d'art de Hong Kong.

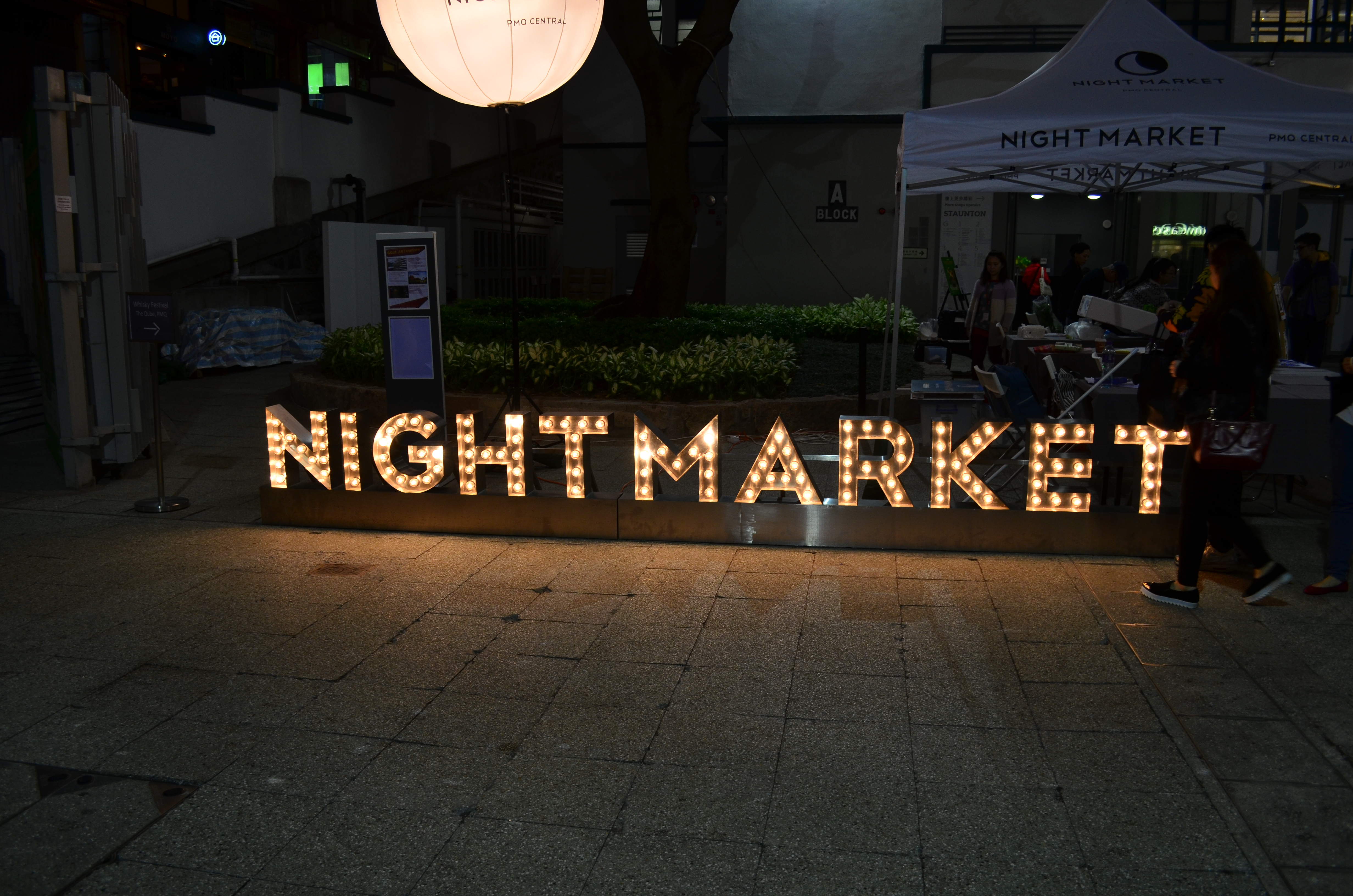
Marché de nuit.
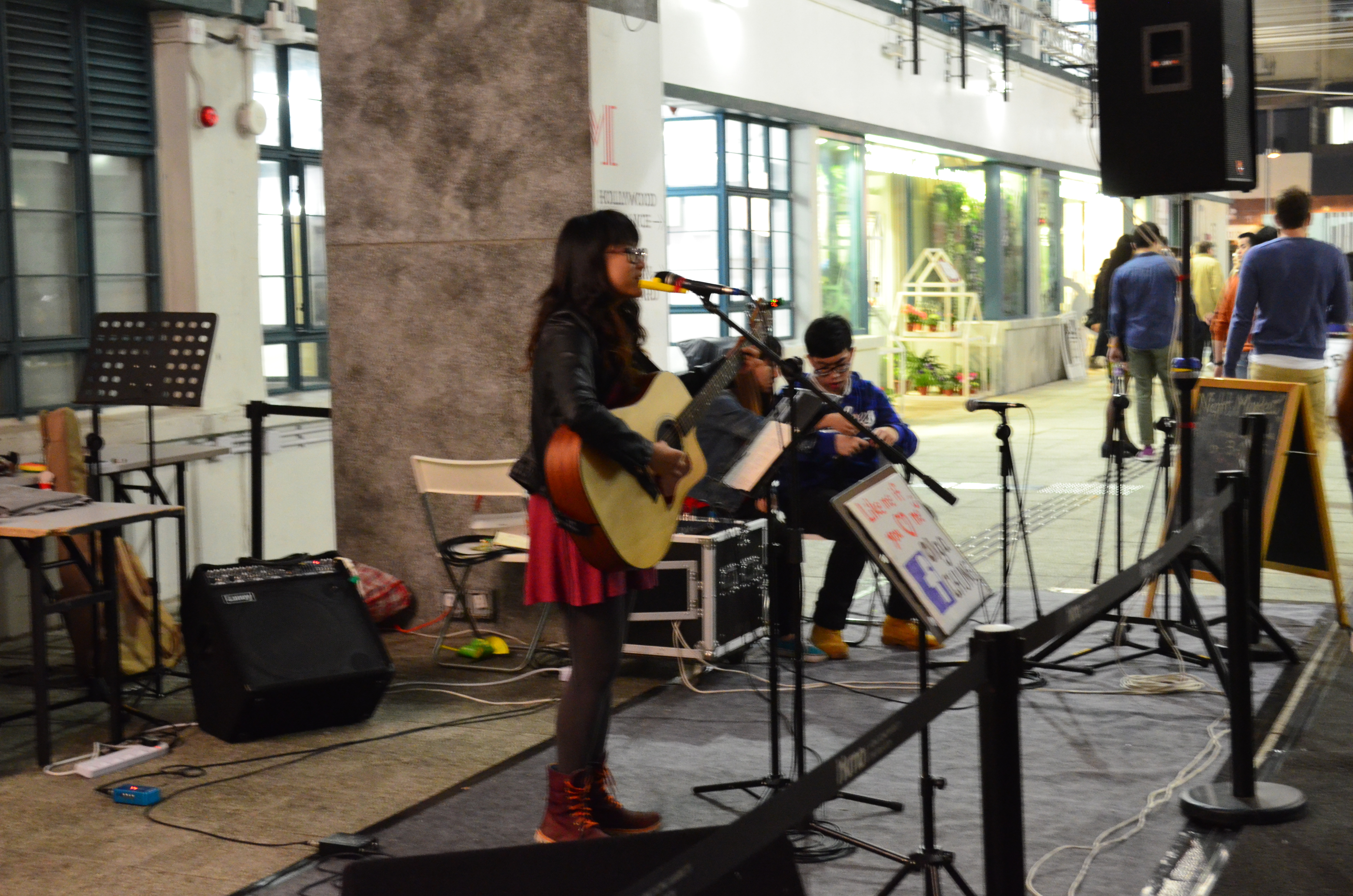
Concert.
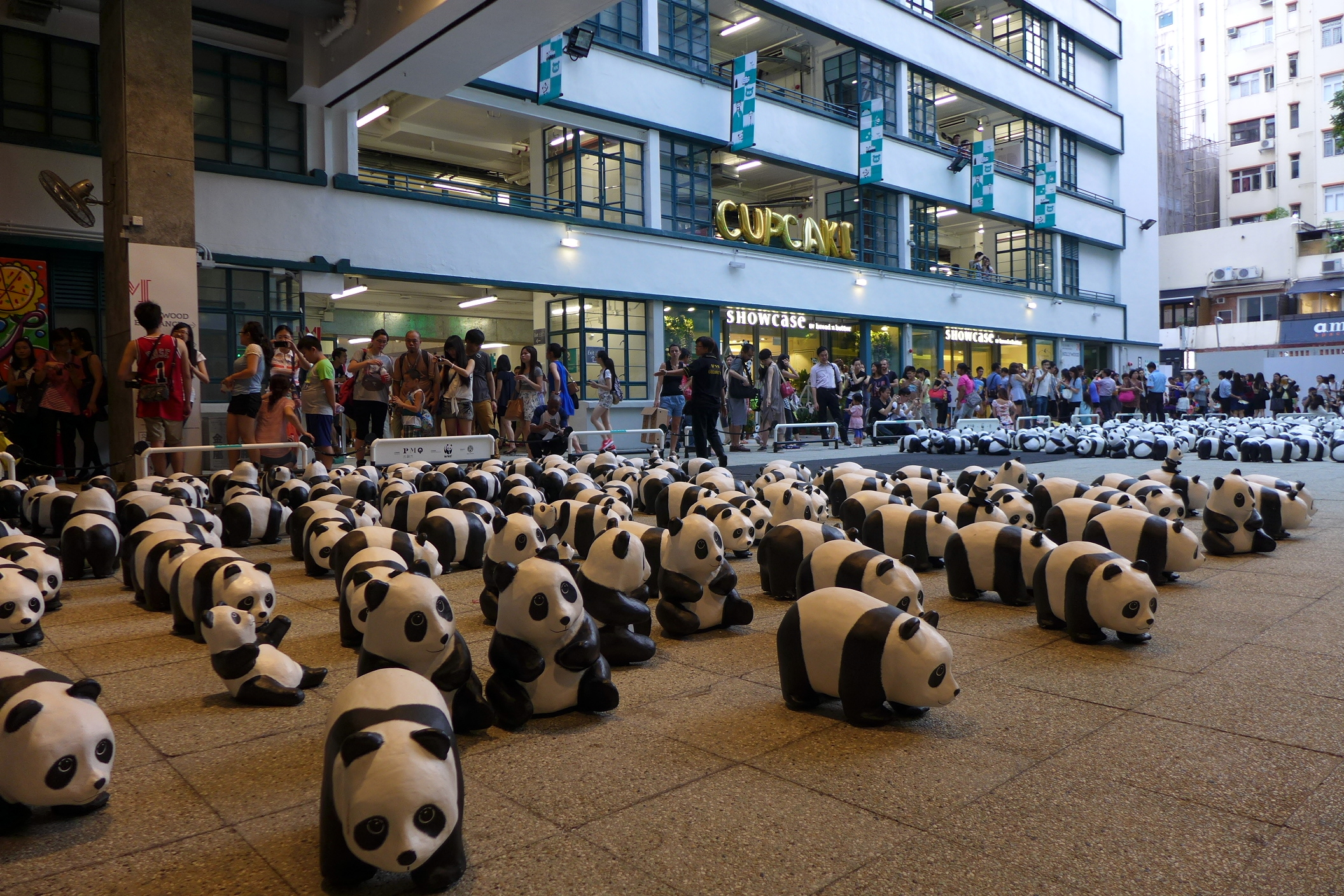
1600 pandas.

## Galerie

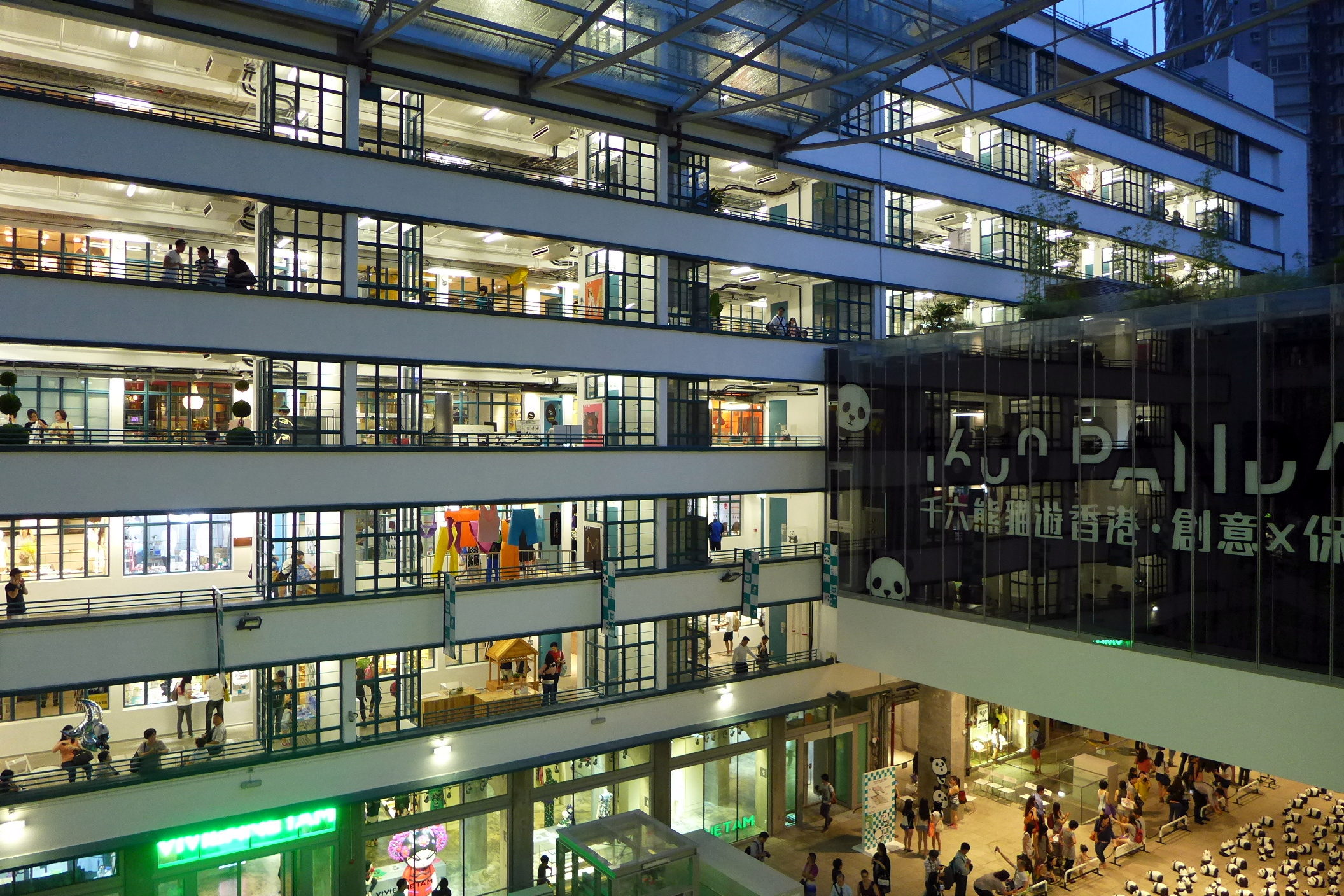
Bloc Stauton (vue depuis le bloc Hollywood).
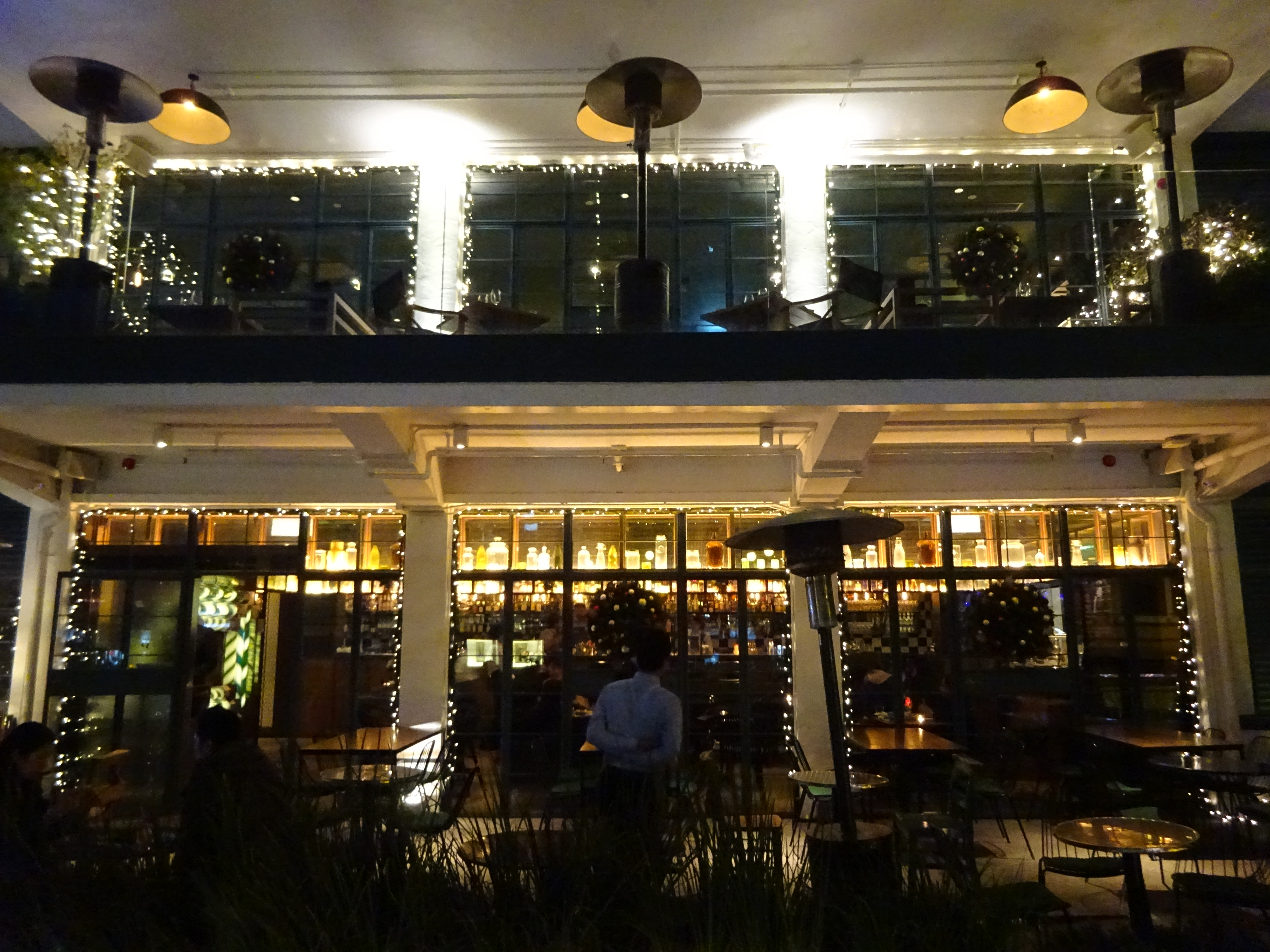
Restaurant (ancien club-house des cadets de la police de Central).
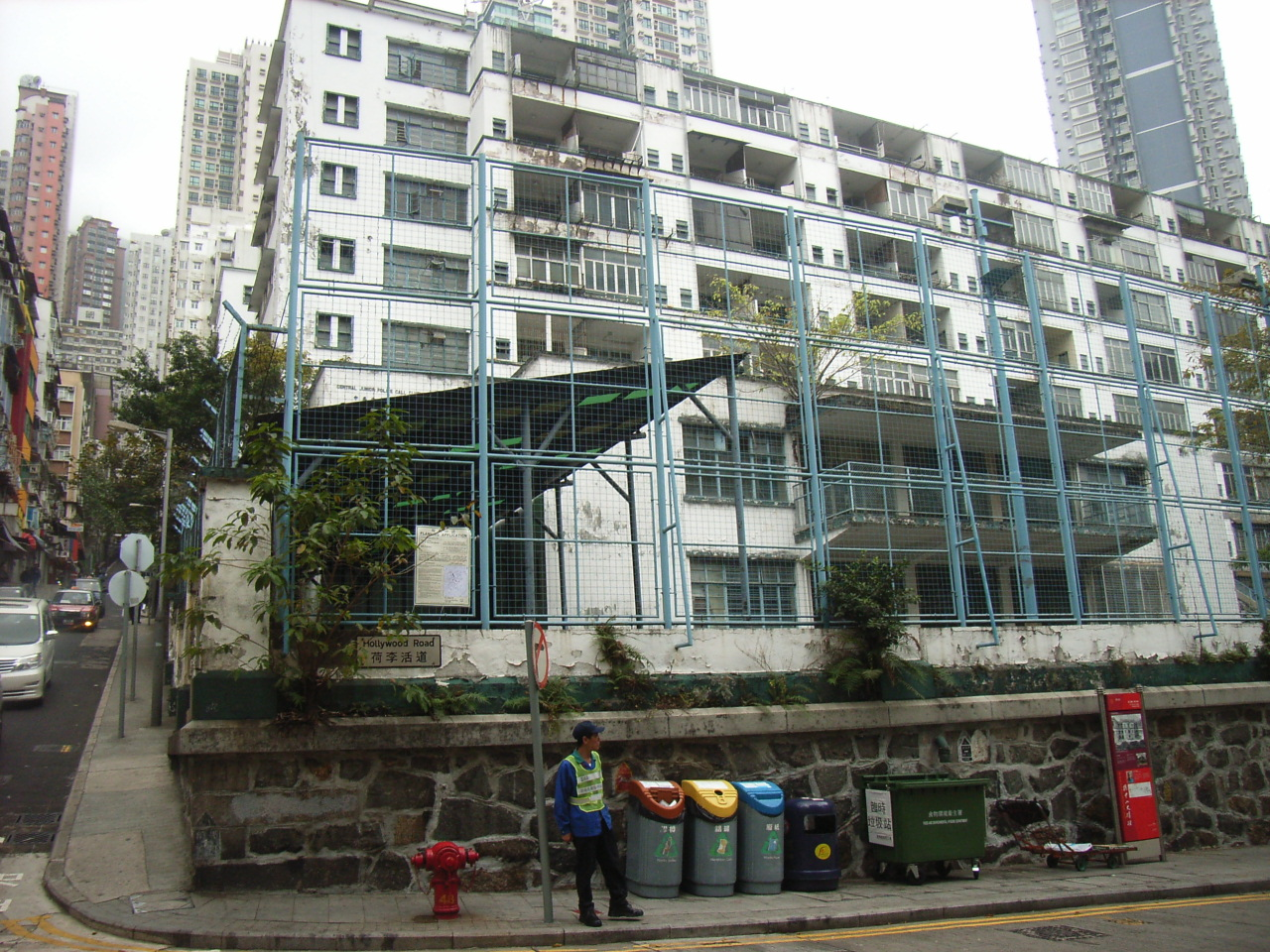
Ancien quartier familiaux de la police de Hollywood Road avant sa rénovation, en 2007.
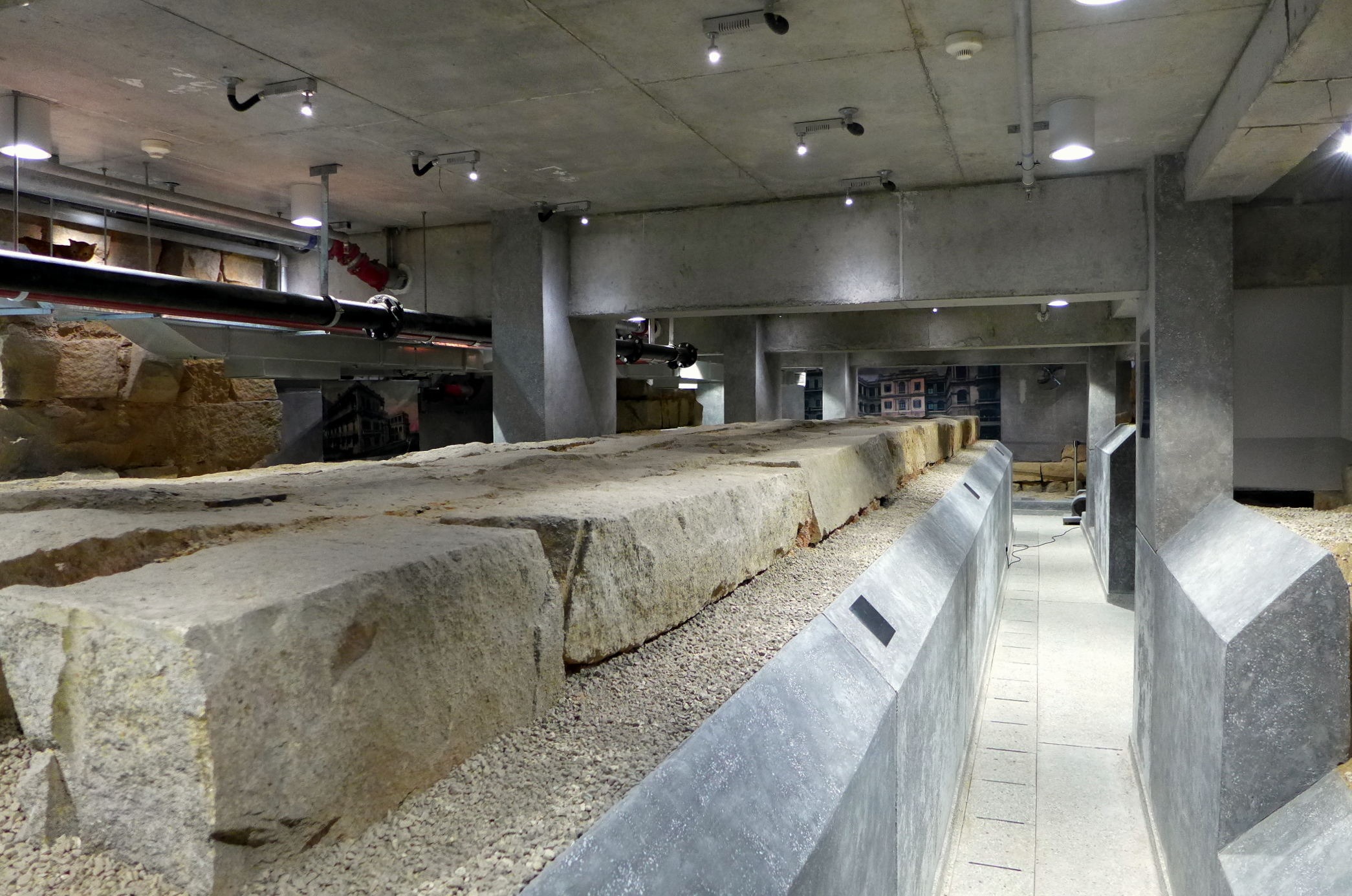
Vestiges historiques de PMQ.
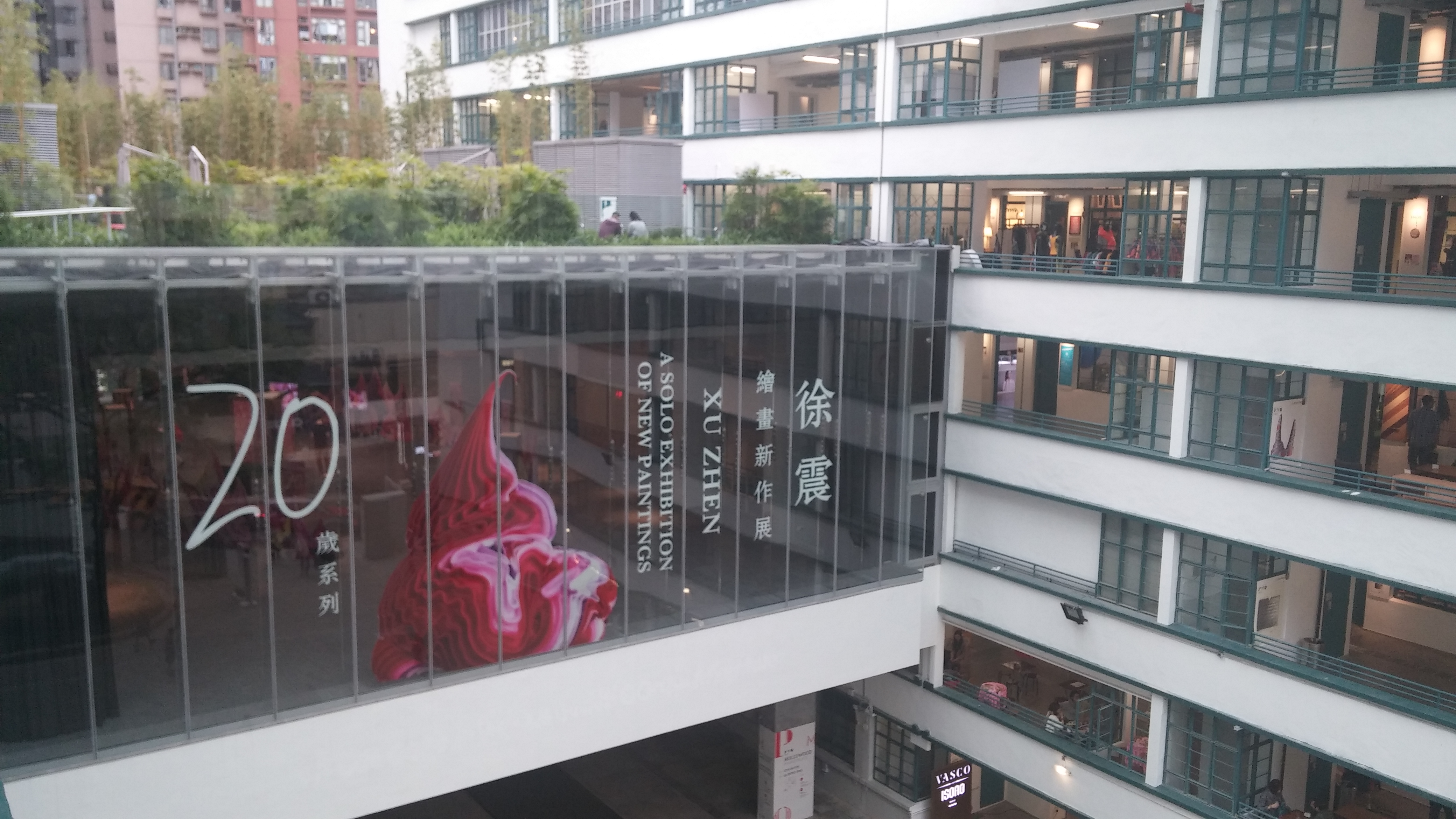
Le « CUBE ».
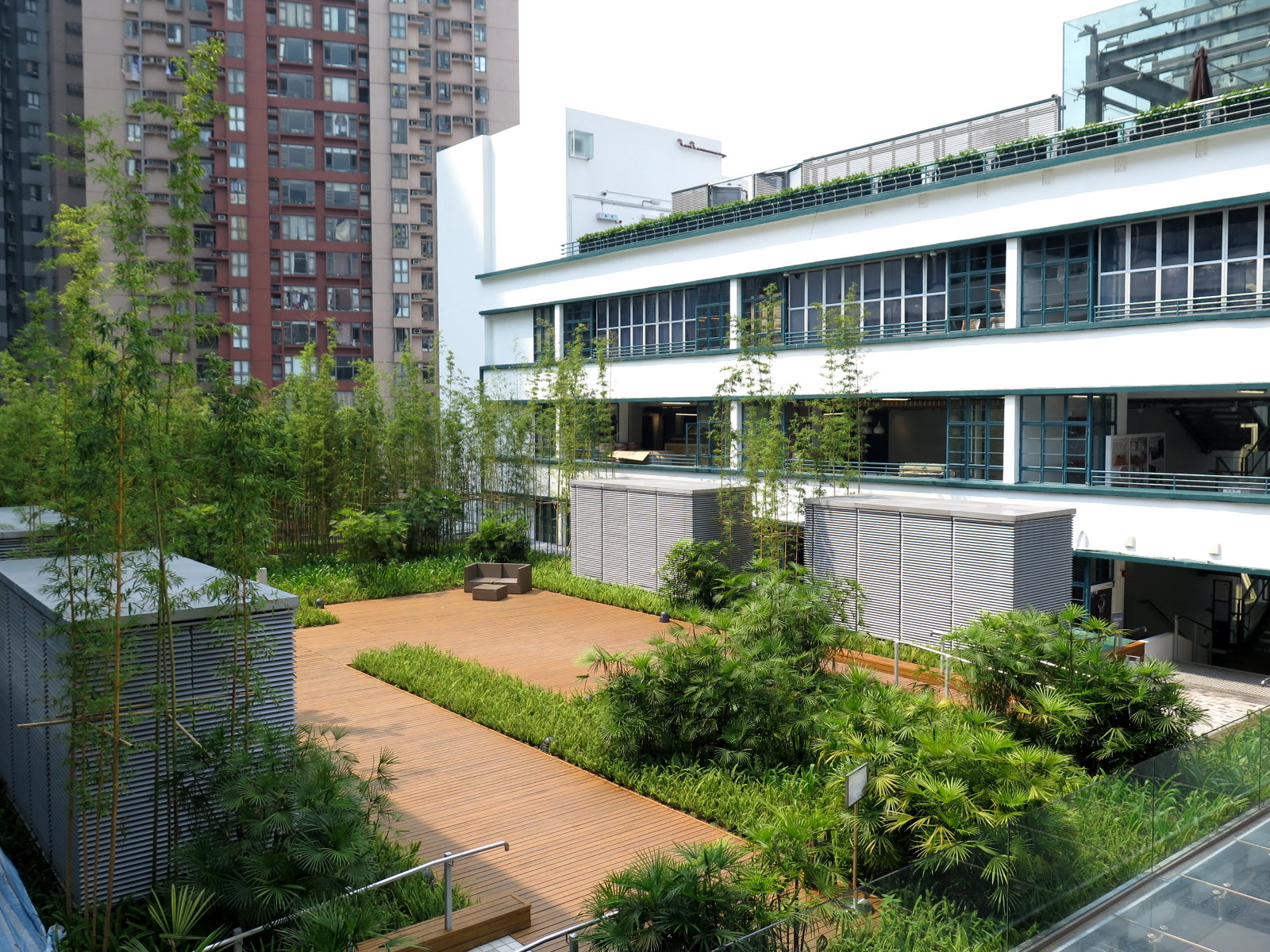
Le jardin sur le toit « PLATEAU ».
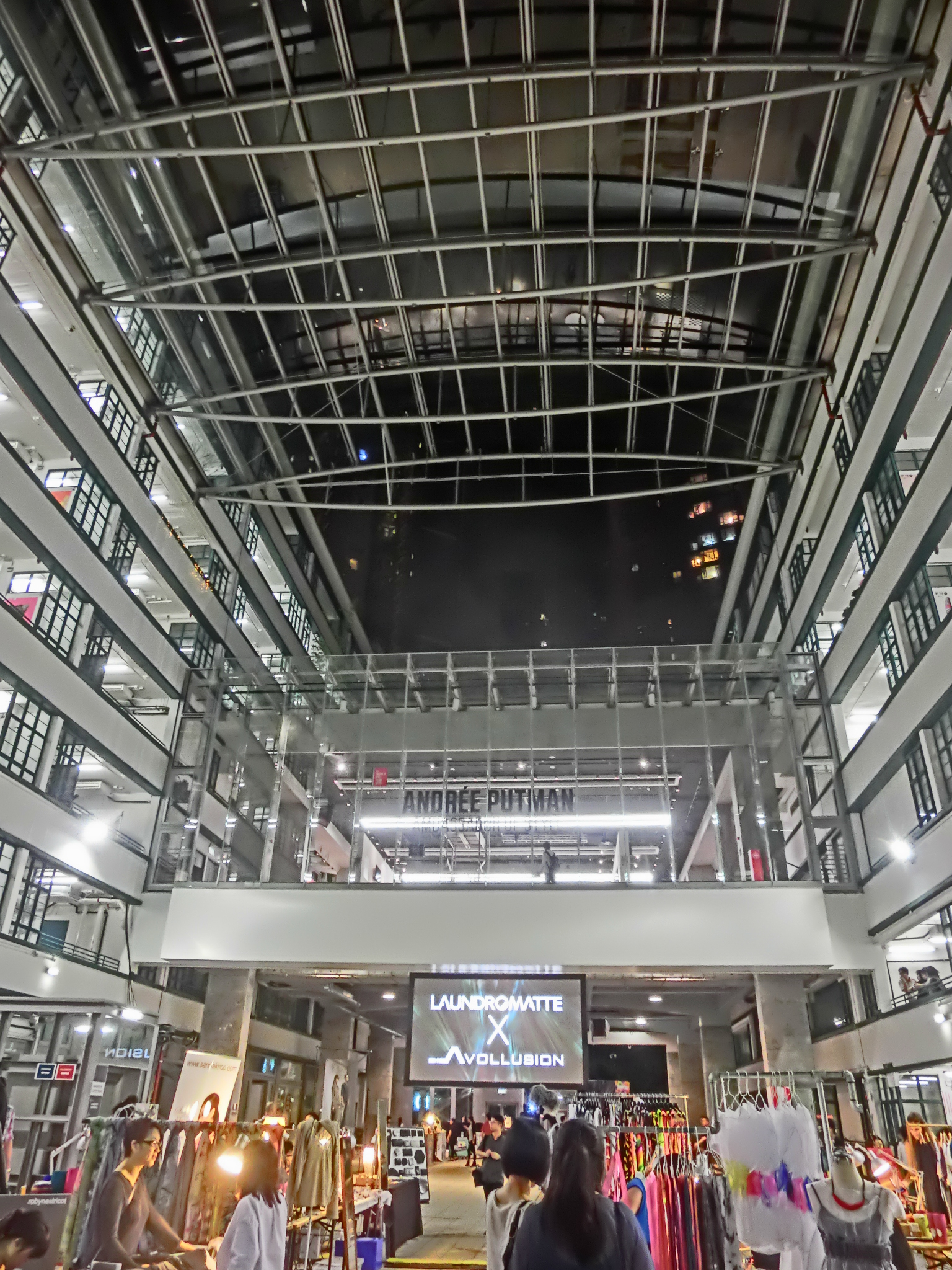
Le plafond de verre.